# 로로추펜나
로로추펜나(이탈리아어: Loro Ciuffenna)는 이탈리아 토스카나주 아레초도에 있는 코무네이다. 피렌체에서 남동쪽 40km, 아레초에서 북서쪽 25km 거리에 있다.

## 자매 도시
- 프랑스 그뤼상
- 서사하라 티파리티